# Gustav Adolf Closs
 (mai 2023).
 (mai 2023).
La mise en forme du texte ne suit pas les recommandations de Wikipédia : il faut le « wikifier ».
Les points d'amélioration suivants sont les cas les plus fréquents. Le détail des points à revoir est peut-être précisé sur la page de discussion.
- Les titres sont pré-formatés par le logiciel. Ils ne sont ni en capitales, ni en gras.
- Le texte ne doit pas être écrit en capitales (les noms de famille non plus), ni en gras, ni en italique, ni en « petit »…
- Le gras n'est utilisé que pour surligner le titre de l'article dans l'introduction, une seule fois.
- L'italique est rarement utilisé : mots en langue étrangère, titres d'œuvres, noms de bateaux, etc.
- Les citations ne sont pas en italique mais en corps de texte normal. Elles sont entourées par des guillemets français : « et ».
- Les listes à puces sont à éviter, des paragraphes rédigés étant largement préférés. Les tableaux sont à réserver à la présentation de données structurées (résultats, etc.).
- Les appels de note de bas de page (petits chiffres en exposant, introduits par l'outil «  Source ») sont à placer entre la fin de phrase et le point final[comme ça].
- Les liens internes (vers d'autres articles de Wikipédia) sont à choisir avec parcimonie. Créez des liens vers des articles approfondissant le sujet. Les termes génériques sans rapport avec le sujet sont à éviter, ainsi que les répétitions de liens vers un même terme.
- Les liens externes sont à placer uniquement dans une section « Liens externes », à la fin de l'article. Ces liens sont à choisir avec parcimonie suivant les règles définies. Si un lien sert de source à l'article, son insertion dans le texte est à faire par les notes de bas de page.
- La présentation des références doit suivre les conventions bibliographiques. Il est recommandé d'utiliser les modèles {{Ouvrage}}, {{Chapitre}}, {{Article}}, {{Lien web}} et/ou {{Bibliographie}}. Le mode d'édition visuel peut mettre en forme automatiquement les références.
- Insérer une infobox (cadre d'informations à droite) n'est pas obligatoire pour parachever la mise en page.

Pour une aide détaillée, merci de consulter Aide:Wikification.
Si vous pensez que ces points ont été résolus, vous pouvez retirer ce bandeau et améliorer la mise en forme d'un autre article.

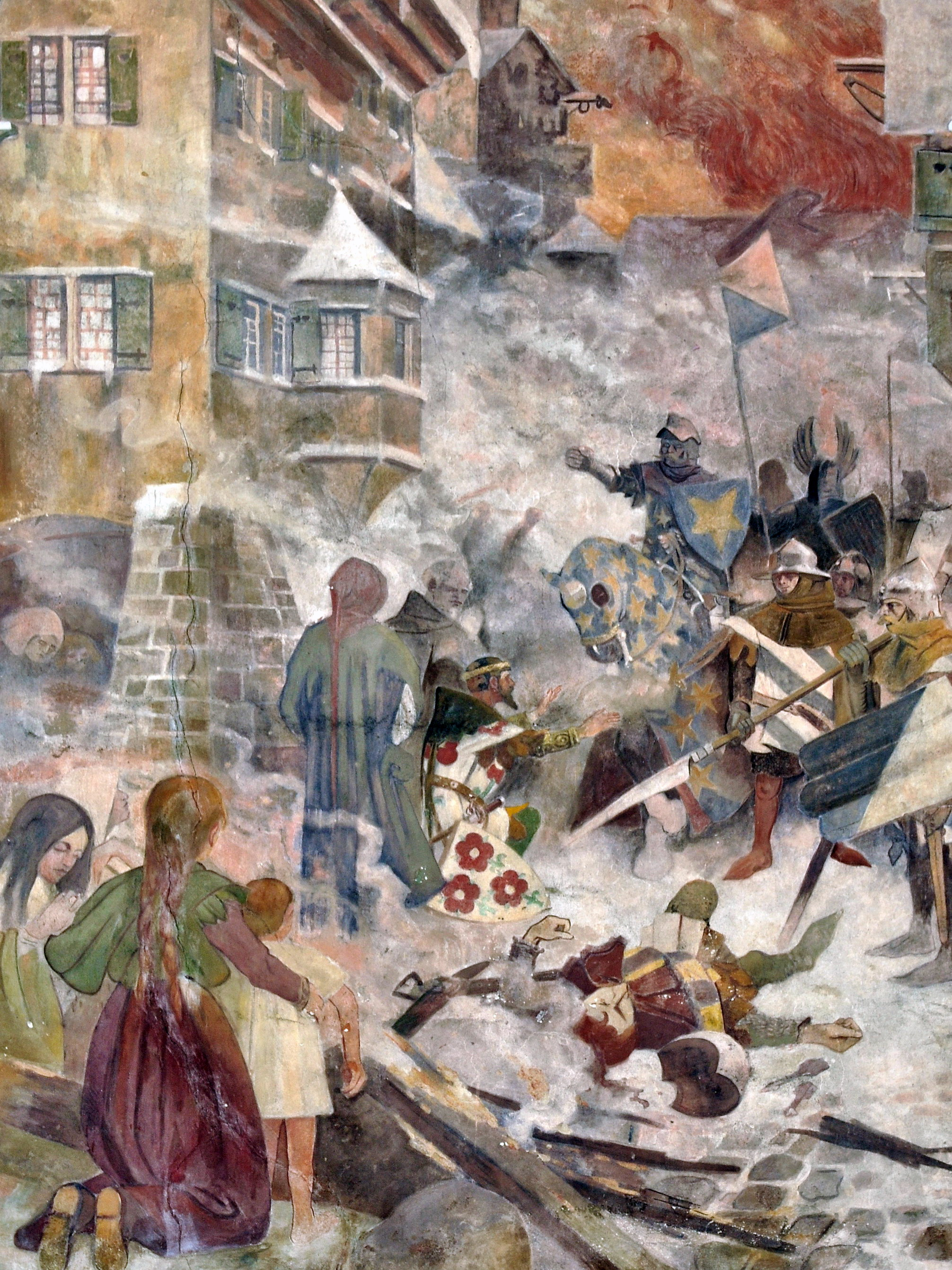
La Destruction de Rapperswil en 1350 (peinture murale)

Gustav Adolf Carl Closs, également connu sous les noms de Closs, A. Closs, A.G., Closz ou Adolf Gustav (né le 6 mai 1864 à Stuttgart, Wurtemberg et mort le 3 septembre 1938 à Berlin, Troisième Reich), est un peintre, illustrateur et héraldiste allemand ainsi qu'un entomologiste.

## Biographie

### Origines, famille et formation
Il est le fils de l'artiste-graveur sur bois, Adolf Closs (1840-1894), dont le frère jumeau est le peintre de paysages, Gustav Paul Closs. Gustav Adolf Carl Closs commence sa formation dans les écoles publiques de Stuttgart, où il obtient son diplôme en 1882. Il s'inscrit ensuite à l'Université de Tübingen, où il étudie le droit. Il fréquente également brièvement l'Université de Fribourg. Cependant, en 1886, il abandonne ses études sans les avoir terminées.
Ayant décidé de changer de carrière, il est admis à l'Académie des beaux-arts de Karlsruhe, où il étudie avec Ernst Schurth (1848-1910). Après un an, il passe à l'Académie des beaux-arts de Munich, où il devient l'élève de Wilhelm von Diez. Plutôt conservateur, il a apparemment refusé de rejoindre la Sécession de Munich. C'est là-bas qu'il commence à fournir des illustrations pour des périodiques locaux, dont les premières sont une série de dessins pour Der Feuerreiter d'Eduard Mörike, publié dans Die Gartenlaube.
Après avoir quitté l'Académie en 1891, il retourne à Stuttgart mais continue à fournir des illustrations pour le journal satirique populaire Fliegende Blätter pendant vingt ans. En 1898, il reçoit un prix pour ses conceptions de cartes de collection de la part de la société de chocolat Stollwerck. En 1907, il épouse Martha Pauline Karoline Pfaff, la fille d'un fabricant d'instruments de musique, treize ans plus jeune que lui. Le couple n'a pas d'enfants.

### Travaux de peintre et d'illustrateur

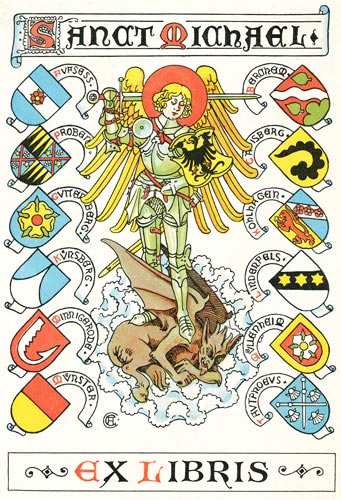
Plaque de livre héraldique pour le Verein Sanct Michael

Parmi ses illustrations de livres, on peut citer celles de Lichtenstein de Wilhelm Hauff, Die Sklavenkaravane de Karl May et Schillers Heimatjahre de Hermann Kurz.
Bien que le travail d'illustration fournisse la majeure partie de ses revenus, Closs se considère principalement comme un peintre. Parmi ses œuvres majeures figurent les peintures murales du château de Schöckingen à Ditzingen et du château de Rapperswil, qui lui sont commandées grâce à son amitié avec Friedrich von Gaisberg-Schöckingen (1857-1932). Il travaille aussi au château de Hellenstein. Plusieurs de ses œuvres similaires ont été détruites pendant la Seconde Guerre mondiale. L'une de ses œuvres les plus célèbres est une scène de la vie de Roland, créée à la demande de l'empereur Guillaume II. Il réalise également des peintures pour le roi Carol Ier de Roumanie et conçoit des vitraux, réalisés par Franz Xaver Zettler pour le Kösener Senioren-Convents-Verband.
Son ami Gaisberg-Schöckingen l'introduit à l'art de l'héraldique. De 1918 à 1934, il est membre du Verein für Heraldik, Genealogie und verwandte Wissenschaften zu Berlin, où il occupe également le poste de vice-président. Il édite les armoiries pour le Genealogisches Handbuch bürgerlicher Familien.
Après la prise de pouvoir des nazis, il est employé en tant qu'expert héraldique par l'organisation nazie Deutscher Gemeindetag.

### Travaux entomologiques
Closs est un entomologiste amateur passionné, spécialisé dans les papillons sphinx (sphingidae). Il a écrit :
- Closs, G.A., Zwei neue Aberrationen aus meiner Sphingidensammlung, in Internationale Zeitschrift Entomologische, vol. 6, Guben, Internationaler Verein Entomologischer IV, 31 août 1912, pp. 384 (153).
- Closs, G.A. (1910). Zwei neue Sphingidenformen, in Berliner entomologische Zeitschrift 54 : 224.
- Closs, G.A. (1911). Zwei neue Sphingidenformen in meiner Sammlung, in Internationale entomologische Zeitschrift 5 : 199.
- Closs, G.A. (1917). Neue Formen aus der Familie der Sphingidae, in Internationale entomologische Zeitschrift 11 : 153.

Deux sphinx notables décrits par Closs sont Xylophanes indistincta et Adhemarius fulvescens. Sa collection de Sphingidae est détenue par la Collection nationale bavaroise de zoologie voir la liste des types de ZSM.

## Sources
- (in German) Gustav Adolf Closs. Dans: Allgemeines Künstlerlexikon. Die Bildenden Künstler aller Zeiten und Völker (AKL). Band 19, Saur, München u. a. 1998,  (ISBN 3-598-22759-0), p.588
- (in German) Gustav Adolf Closs. Dans: Ulrich Thieme, Felix Becker (editors): Allgemeines Lexikon der Bildenden Künstler von der Antike bis zur Gegenwart. Band 7, E. A. Seemann, Leipzig 1912, p. 114.
- Gustav Adolf Closs. Dans: Hans Vollmer: Allgemeines Lexikon der bildenden Künstler des XX. Jahrhunderts. Vol.5 E. A. Seemann, Leipzig 1961, pg.387
- [Horn, W.] 1938: [Closs, A. G.] Arbeiten über morphologische und taxonomische Entomologie aus Berlin-Dahlem, Berlin 5 (4), p. 352
- Gaedeck R, Groll EK (editors) (2010). Biografien der Entomologen der Welt: Datenbank. Version 4.15. Senckenberg Deutsches Entomologisches Institut.  (in German).
  1. "Les peintures et dessins d'Adolf Closs au Musée zoologique de Berlin" (en allemand) dans Mitteilungen aus dem Zoologischen Museum in Berlin, volume 38, par Werner Jacobsen. Cet article se concentre sur les œuvres d'art d'Adolf Closs présentes dans le Musée zoologique de Berlin, qui comprennent de nombreuses illustrations d'animaux.
  2. "Catalogue de l'exposition d'aquarelles et de peintures à l'huile d'Adolf Closs" (en allemand) dans Die Gartenlaube, volume 50, par Adolf Closs. Il s'agit d'un catalogue d'une exposition des aquarelles et des peintures à l'huile d'Adolf Closs, qui comprend des descriptions de chaque pièce.
  3. "Adolf Gustav Carl Closs : une vie consacrée à l'entomologie" (en allemand) dans Entomologische Zeitschrift, volume 109, par Klaus Wittstadt. Cet article donne un compte rendu détaillé de la vie et du travail d'Adolf Closs en tant qu'entomologiste, en mettant l'accent sur sa recherche sur les papillons de nuit et les papillons.
  4. "Adolf Closs (1864-1938) : un représentant précoce de la biogéographie" dans Journal of the History of Biology, volume 50, par John R. M. Hosking. Cet article se concentre sur le travail d'Adolf Closs en tant que biogéographe, qui consistait à étudier la répartition des plantes et des animaux dans différentes régions du monde.
  5. "Adolf Gustav Carl Closs" (en allemand) dans l'Allgemeines Künstlerlexikon, volume 20, par Andreas Beyer et Bénédicte Savoy. Il s'agit d'une entrée biographique sur Closs dans une encyclopédie complète d'artistes, avec un accent sur son travail en tant que peintre et illustrateur.
  6. "Die Sammlungen von Adolf Closs, Berlin" (en allemand) dans Entomologische Rundschau, volume 52, par Dieter E. Seitz. Cet article fournit des informations sur la collection entomologique de Closs et ses contributions à l'étude des papillons de nuit et des papillons.
  7. "Adolf Gustav Carl Closs" (en allemand) dans la Deutsche Biographie, par Joachim Bahlcke. Il s'agit d'une autre entrée biographique sur Closs, axée sur son travail en tant qu'héraldiste.
  8. "Adolf Gustav Carl Closs (1864-1938)" (en allemand) dans Veröffentlichungen der Arbeitsgemeinschaft Deutscher Entomologen, volume 34, par Dieter E. Seitz. Cet article donne un compte rendu plus détaillé de la vie et du travail de Closs en tant qu'artiste, héraldiste et entomologiste.